# Енкомпреза
Енкомпреза је неконтролисано испуштање фекалија код деце, односно немогућност вољног контролисања контракције чмара. Најчешће је психогеног порекла и може штетити успешној социјализацији детета, нарочито након поласка у школу.